# Walter Sawall

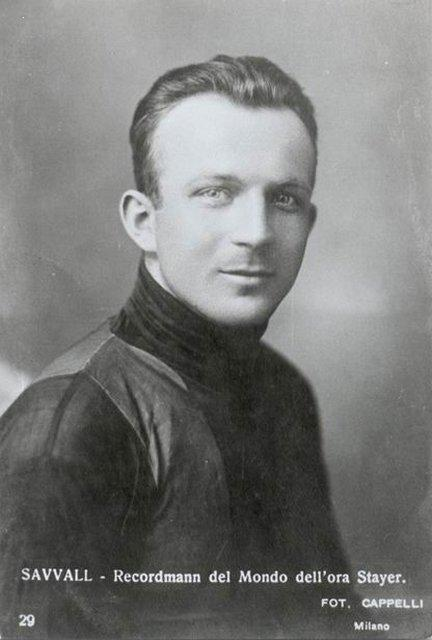
Walter Sawall

Walter Sawall (* 18. Juli 1899 in Morgenroth bei Beuthen; † 31. Januar 1953 in Berlin) war ein deutscher Radrennfahrer.

## Sportliche Laufbahn
Bereits in seiner Schulzeit war Walter Sawall äußerst sportlich und ein sehr guter Turner. Mit 15 verließ er die Schule, da er acht Geschwister hatte und zum Familieneinkommen beitragen musste. Er arbeitete als Fahrradbote und Zeitungsfahrer und kam so mit dem Radsport in Berührung. 1916 fuhr er sein erstes Rennen auf der Radrennbahn Treptow. Als Steher wurde er von dem Schrittmacher Emil Meinhold entdeckt. Zweimal, 1928 und 1931, wurde er Weltmeister der Steher sowie dreimal deutscher Steher-Meister (1927, 1929, 1931), 1922, 1925 1928 und 1932 Vize-Meister. Bei der Weltmeisterschaft 1928 versuchte sein Gegner Victor Linart ihn durch einen Protest gegen seinen handgefertigten Sattel am Start im Endlauf zu hindern. Sawall musste den Sattel abmontieren. Da nun die optimale Sitzhöhe nicht mehr passte, kamen er und sein Betreuer Gustav Hamann (bekannt unter dem Spitznamen "Blaubacke") auf die Idee, ein zurechtgeschnittenes Stück Rinderfilet in die Rennhose einzunähen. Die Position stimmte wieder und Sawall gewann das Rennen. 1925 gewann er den Großen Preis der Stadt Leipzig im Steherrennen. Er fuhr auch Sechstagerennen. Der Radprofi wurde von der Brandenburger Auto- und Fahrrad-Firma Brennabor und später von Opel gesponsert. Später lernte er auch das Fliegen und befreundete sich in dieser Zeit mit der Fliegerin Elly Beinhorn. Als sein sportliches Erfolgsgeheimnis galt seine Disziplin und Zielstrebigkeit; er hielt sich mit Waldlaufen, Skilanglauf, Eishockey, Boxen und einer speziellen Atemtechnik fit. Von dem Geld, das er durch den Sport verdient hatte, kaufte er seinen Eltern in Erkner ein Haus.
Vier Jahre lang war Sawalls Standard-Schrittmacher der Franzose Ernest Pasquier, obwohl die beiden sich sprachlich nicht verständigen konnten. 1931 trennten sich die beiden im Streit. 1934 zog sich Walter Sawall wegen einer Darmerkrankung vom Leistungsradsport zurück. Er starb 1953 in einer Berliner Klinik an einem Hirntumor.

## Ehrungen
In Erkner wurde 1932 noch zu seinen Lebzeiten die Straße, in der er wohnte, nach ihm benannt. Der Neffe von Walter Sawall, Günther Georgens, überließ dem Erkner Heimatmuseum zahlreiche Erinnerungsstücke seines Onkels.